# 伊兹纳沃
伊兹纳沃（法語：Izenave，法語發音：[iznav] ⓘ）是法国东部安省的一个市镇，属于楠蒂阿区。

## 地理
伊兹纳沃（46°2'17"N, 5°31'30"E）面积13.04 平方千米，位于法国奥弗涅-罗讷-阿尔卑斯大区安省，该省份为法国东部省份，北起汝拉省，西北接索恩-卢瓦尔省，西接罗讷省和里昂大都会，南至伊泽尔省，东与萨瓦省、上萨瓦省和瑞士接壤。
与伊兹纳沃接壤的市镇（或旧市镇、城区）包括：阿朗、塞尔东、科尔利耶、朗特奈、维约迪兹纳沃、尚多尔-科尔塞勒。

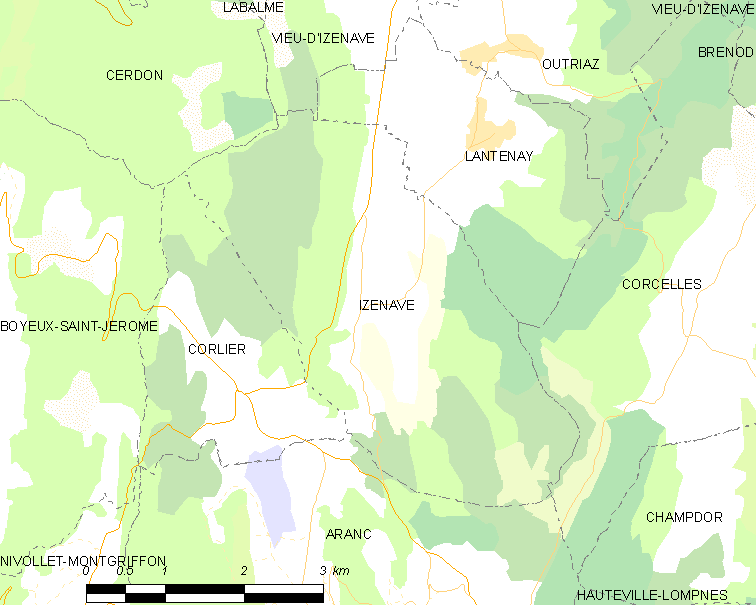
伊兹纳沃的OSM定位图

伊兹纳沃的时区为UTC+01:00、UTC+02:00（夏令时）。

## 行政
伊兹纳沃的邮政编码为01430，INSEE市镇编码为01191。

## 政治
伊兹纳沃所属的省级选区为普拉托多特维尔县。

## 人口

1962-2008年间伊兹纳沃人口变化图示

伊兹纳沃于2022年1月1日时的人口数量为159人。